# Добсон, Кевин
Кевин Добсон (англ. Kevin Dobson, 18 марта 1943 — 6 сентября 2020) — американский актёр. Добсон наиболее известен благодаря роли Мака Маккензи, второго мужа Карен (Мишель Ли) в длительной прайм-тайм мыльной опере «Тихая пристань», где он снимался с 1982 по 1993 год. Добсон получил пять премий «Дайджеста мыльных опер» за свою работу в шоу.
Добсон родился в Нью-Йорке и в 1972 году подписал контракт с Universal Studios, вскоре после чего получил роль в сериале «Коджак», где снимался на протяжении пяти сезонов. Так как благодаря сериалу, Добсон стал популярен среди женского населения, Universal Studios в 1976 году дали ему роль в кинофильме «Мидуэй», а после в нескольких телефильмах.
Добсон сыграл главную роль в сериале «Шеннон», прежде чем присоединился к «Тихая пристань» в 1982 году. Добсон снялся во множестве сделанных для телевидения фильмах после завершения «Тихой пристани». В 2003 году он вернулся к мыльным операм, но на этот раз уже в дневном эфире.

## Избранная фильмография
| Год       |   | Русское название           | Оригинальное название          | Роль                      |
| --------- | - | -------------------------- | ------------------------------ | ------------------------- |
| 1973—1978 | с | Коджак                     | Kojak                          | детектив Бобби Крокер     |
| 1981—1982 | с | Шеннон                     | Shannon                        | детектив Джек Шеннон      |
| 1982—1993 | с | Тихая пристань             | Knots Landing                  | Мак Маккензи              |
| 1996—1997 | с | Спецэффекты                | F/X: The Series                | детектив Лео Маккарти     |
| 2003—2004 | с | Одна жизнь, чтобы жить     | One Life to Live               | губернатор Харрисон Брукс |
| 2006—2007 | с | Дерзкие и красивые         | The Bold and the Beautiful     | судья Девин Оуэнс         |
| 2008      | с | Дни нашей жизни            | Days of Our Lives              | Мики Хортон               |
| 2012      | с | C.S.I.: Место преступления | CSI: Crime Scene Investigation | Малкольм Тернер           |
| 2012      | с | Гавайи 5.0                 | Hawaii Five-0                  | Эл Шепард                 |
| 2013      | с | Обитель лжи                | House of Lies                  | мистер Пинкус             |